# Рамгулам, Навинчандра
Навинчандра Рамгулам (хинди नवीन चन्‍द्र रामगुलाम, англ. Navinchandra Ramgoolam; род. 14 июля 1947, Порт-Луи, Маврикий) — премьер-министр Маврикия с 22 декабря 1995 до 17 сентября 2000, с 5 июля 2005 по 14 декабря 2014 и с 13 ноября 2024 года, лидер Лейбористской партии и вице-президент Социалистического интернационала. Сын первого премьер-министра страны Сивусагура Рамгулама.

## Биография

### Юность и образование
Навин Рамгулам с 1960 по 1968 год учился в Королевском колледже Кюрпип и продолжил изучать медицину в Дублине в Ирландии, где получил в 1973 году диплом врача. С 1975 по 1977 год он работал в госпитале Монагана, и проходил стажировку в больнице «Сент-Лоренс» в Дублине, а также в частных больницах в Великобритании и в больнице AG Jeetoo в Порт-Луи, Маврикий. С 1977 по 1981 год — ассистент клиники кардиологии в больнице Университетского колледжа в Лондоне, с 1981 по 1982 год —старший врач в больнице общего профиля в Амершаме, Бакингемшир (Великобритания). С 1982 по 1985 год — врач в клинике в Уэст-Йоркшире (Великобритания). Он имеет степень лиценциата Королевского колледжа врачей Англии и Королевского колледжа хирургов Ирландии.
После смерти отца в декабре 1985 года, Навин Рамгулам хотел уехать в Канаду, но Саткам Булелл (лидер Лейбористской партии) и Пол Беренджер убедили его вернуться на Маврикий и взять на себя руководство партией. С 1985 по 1987 год он работал врачом в больнице на Маврикии. В 1987 году поступил на юридический факультет в Лондонской школе экономики и политических наук, Лондонского университета. После его окончания и получения степени бакалавра права в 1990 году, он вернулся на Маврикий в качестве нового лидера Лейбористской партии к предстоящим в 1991 году всеобщим выборам. После поражения на выборах он взял отпуск и вернулся в Лондон, где он прошёл полную программу обучения праву в Юридической школе Сити. В 1993 году закончил Inner Temple.

### Постпремьер-министра
В 1994 году Лейбористская партия объединила свои усилия с Боевым движением Маврикия и выиграла 2 места на дополнительных выборах в январе 1995 года в избирательном округе Роуз-Хилл-Стэнли. В 1995 году в результате победы на парламентских выборах, завоевав 60 мест в парламенте, Рамгулам стал новым премьер-министром. Подвергался критике со стороны СМИ из-за своей неопытности и приведения на высокие посты членов лейбористской партии. Также, срок Рамгулама был омрачён расовыми волнениями, после смерти в тюрьме Иосифа Реджинальда Топизе, «Кайя», знаменитого певца креольского происхождения
В 2000 году лидеры оппозиции Анируд Джагнот и Поль Раймон Беранже объединились в коалицию и Рамгулам проиграл, завоевав всего 8 мест против 56. Джагнот стал премьер-министром, но Рамгулам был избран первым представителем своего избирательного округа в Национальном Собрании и перешёл в оппозицию.
В 2005 году заручившись поддержкой мусульманской общины вновь одержал победу на выборах во главе коалиции мелких партий «Социальный Альянс». Став премьер-министром, он также одновременно занял посты министра обороны и внутренних дел, министра внешних коммуникаций и островов. Рамгулам ввёл бесплатный проезд на транспорте для пожилых людей, как награду за усилия по развитию страны, и студентов, ибо они являются будущим нации, также он начал проводить налоговую реформу и сделал огромный вклад в развитие экономики.

#### Сотрудничество сКитайской Народной Республикой
13 февраля 2009 года в рамках турне по 5 странам Азии и Африки состоялся визит председателя КНР Ху Цзиньтао в Порт-Луи. Во время визита он объявил о предоставлении Маврикию кредита под низкий процент в 250 млн долл. для модернизации и расширения местного аэропорта, и сказал, что торговля между двумя странами в 2008 году возросла на 11,7 % и достигла 323 млн долл. Также он предложил выгодный заем размером 5,9 млн долл. и грант в 30 млн юаней (около 5 млн долл.). Навинчандра Рамгулам сообщил, что руководители двух стран обсудили возможности дальнейшей китайской помощи для улучшения транспортного сообщения на острове. Он призвал к ускорению создания экономической и торговой зоны под названием «Тианли» к северу от столицы с помощью инвестиций Китая размером в 730 млн долл. Этот проект должен стать самым крупным среди проектов, финансируемых одним иностранным инвестором на территории Маврикия, позволяющим создать 40 тысяч рабочих мест. В период между признанием Маврикием КНР в 1972 году и визитом Ху Цзиньтао общий объём китайской помощи увеличился в десять раз и достиг 1 млрд долл. Тринадцать китайских компаний участвуют на Маврикии в текстильной, строительной и электронной отраслях промышленности. Экономическая и торговая зона в Маврикии, использующаяся в качестве стартовой площадки для обслуживания своих проектов в области строительства и бизнеса в Южной Африке достигла площади в 521 акров.

#### Второй срок
В 2010 году Рамгулам был переизбран на второй срок, а возглавляемая им Лейбористская партия Маврикия получила 41 место в Национальной ассамблее. Определяющим фактором победы было хорошее управление экономикой во время финансового кризиса. Другим важным фактором его политической стратегии был союз с Боевым социалистическим движением, что лишило оппозицию достойной кандидатуры на пост премьер-министра. Однако, в июле 2011 года, Боевое социалистическое движение вышло из альянса.

### Выборы 2024 года
Парламентские выборы были назначены на 10 ноября 2024 года, на которых Лейбористская партия совместно с МММ, «Новой демократией» и «Сопротивлением за альтернативу» сформировали «Альянс за перемены», чтобы противостоять «Альянсу Лепеп», в который входят МСМ, «Освободитель Мувмана» и PMSD. «Альянс за перемены» победил на парламентских выборах со счётом 60:0 в свою пользу.